# Фокс, Джеймс
Джеймс Фокс (англ. James Fox, при рождении — Уильям Фокс; род. 19 мая 1939) — английский актёр. Сыграл более ста ролей в кино и на телевидении. Лауреат премии BAFTA 1964 года за лучший дебют, номинант на премию Золотой глобус (1966 год, Лучший актёрский дебют в мужской роли).

## Биография
Джеймс (при рождении Уильям) Фокс родился 19 мая 1939 года вторым из трёх сыновей в семье театрального агента Робина Фокса и актрисы Анджелы Уортингтон. Как и все мужчины из семьи Фокс обучался в Хэрроу. Впервые снялся в кино подростком в 1950 году в фильме «История Минивер» (en:The Miniver Story), и с тех пор его регулярно приглашали для исполнения возрастных ролей в картинах и телевизионных сериалах.
В 1963 году Джеймс Фокс, уже снявшийся почти в двух десятках кинолент, талантливо воплощает образ молодого англичанина-аристократа в социальной драме «Слуга». За эту работу ему вручают премию БАФТА в номинации «Лучший дебют». Последовавшие за этой роли в фильмах «Воздушные приключения» (1965 год), «Погоня» (1966 год) и «Айседора» (1967 год) принесли ему международную известность, а психоделический дуэт с Миком Джаггером в картине «Представление» сделали культовой фигурой для всего поколения, исповедующего философию Хиппи.
Однако участие в этом сложном и неоднозначном фильме практически поставило точку в творческой карьере актёра. Самоотдача на съёмочной площадке, регулярное употребление галлюциногена DMT, совпавшая по времени смерть отца привели к тяжёлому психическому расстройству. Позже Джеймс Фокс вспоминал:

Люди считают, что это «Представление» взорвало мой мозг, нет, он был взорван задолго до этого. «Представление» вселило в меня сомнение в моём образе жизни. До этого я находился на стороне более непристойного кино-бизнеса. После этого всё изменилось. 
Джеймс Фокс стал чрезвычайно религиозным, исповедуя Евангелизм. Однако, спустя 10 лет, он вернулся в кинематограф. Последовало участие в международной картине «Анна Павлова» (1983 год), роли в успешных фильмах «Поездка в Индию» (1984 год), «Абсолютные новички» (1986 год), «Русский дом» (1990 год).
В начале 2000-х принял участие в нескольких известных проектах и исполнил роли профессора Лео Саммерли в новой экранизации «Затерянного мира», полковника Рейса в эпизоде «Смерть на Ниле» сериала «Пуаро Агаты Кристи», мистера Соль в «Чарли и шоколадной фабрике» и Георга V в фильме «МЫ. Верим в любовь».

## Династия
Джеймс Фокс — представитель большой британской театральной и кинематографической династии.
- отец — Робин Фокс (1913—1971), театральный агент;
- мать — Анджела Уортингтон, актриса;
  - старший брат — Эдвард Фокс (род. 1937), актёр; его вторая супруга Джоанна Дэвид, актриса; их дети (племянники Джеймса):
    - Эмилия Фокс (род. 1974), актриса;
    - Фредди Фокс (род. 1989), актёр.

  - младший брат — Роберт Фокс (род. 1952), продюсер кино и театра.

- сын — Том Фокс (род. 1975);
- сын — Робин Фокс (род. 1976);
- сын — Лоуренс Фокс (род. 1978); его бывшая жена[3] — Билли Пайпер, актриса;
- дочь — Лидия Фокс (род. 1979); её муж — Ричард Айоади, актёр;
- сын — Джек Фокс (род. 1985).

## Избранная фильмография
| Год  |    | Русское название                                 | Оригинальное название                             | Роль                                      |
| ---- | -- | ------------------------------------------------ | ------------------------------------------------- | ----------------------------------------- |
| 1950 | ф  | История Минивер                                  | The Miniver Story                                 | Тоби                                      |
| 1951 | ф  | Зёрнышко дикого овса                             | One Wild Oat                                      | портье                                    |
| 1962 | ф  | Одиночество бегуна на длинные дистанции          | The Loneliness of the Long Distance Runner        | Уилли Ганторп (в титрах не указан)        |
| 1963 | ф  | Слуга                                            | The Servant                                       | Тони                                      |
| 1965 | ф  | Король Крыса                                     | King Rat                                          | Лейтенант Питер Марлоу                    |
| 1965 | ф  | Воздушные приключения                            | Those Magnificent Men In Their Flying Machines    | Ричард Мейс                               |
| 1966 | ф  | Погоня                                           | The Chase                                         | Джейк Роджерс                             |
| 1967 | ф  | Весьма современная Милли                         | Thoroughly Modern Millie                          | Джимми Смит                               |
| 1968 | ф  | Айседора                                         | Isadora                                           | Гордон Крейг                              |
| 1970 | ф  | Представление                                    | Performance                                       | Чаз                                       |
| 1983 | ф  | Анна Павлова                                     | Anna Pavlova                                      | Виктор Д’Андре                            |
| 1984 | ф  | Грейстоук: Легенда о Тарзане, повелителе обезьян | Greystoke: The Legend of Tarzan, Lord of the Apes | Лорд Чарльз Эскер                         |
| 1984 | ф  | Поездка в Индию                                  | A Passage to India                                | Ричард Филдинг                            |
| 1986 | ф  | Абсолютные новички                               | Absolute Beginners                                | глава модельного дома «Henley of Mayfair» |
| 1987 | ф  | Стукач                                           | The Whistle Blower                                | лорд                                      |
| 1989 | ф  | Могучий Куинн                                    | The Mighty Quinn                                  | Томас Элгин                               |
| 1990 | ф  | Русский дом                                      | The Russia House                                  | Нэд                                       |
| 1992 | ф  | Игры патриотов                                   | Patriot Games                                     | лорд Уильям Холмс                         |
| 1993 | ф  | Остаток дня                                      | The Remains Of The Day                            | лорд Дарлингтон                           |
| 1993 | ф  | Сердце во тьме                                   | Heart Of Darkness                                 | Госсе                                     |
| 1996 | тф | Путешествия Гулливера                            | Gulliver's travels                                | доктор Бейтс                              |
| 1997 | ф  | Анна Каренина                                    | Anna Karenina                                     | Алексей Каренин                           |
| 1999 | ф  | Голубоглазый Микки                               | Mickey Blue Eyes                                  | Филипп Кромвелл                           |
| 2000 | ф  | На вилле                                         | Up at the Villa                                   | сэр Эдгар Свифт                           |
| 2000 | ф  | Сексуальная тварь                                | Sexy Beast                                        | банкир Гарри                              |
| 2000 | ф  | Золотая чаша                                     | The Golden Bowl                                   | полковник Боб Ассингхем                   |
| 2001 | ф  | Первая любовь                                    | All Forgotten                                     | Владимир в старости (голос)               |
| 2001 | ф  | Затерянный мир                                   | The Lost World                                    | профессор Лео Саммерли                    |
| 2003 | ф  | Шпионы из Кембриджа                              | Cambridge Spies                                   | Эдуард Вуд, граф Галифакс                 |
| 2004 | ф  | Принц и я                                        | The Prince & Me                                   | Король Гараальд                           |
| 2004 | ф  | Мисс Марпл Агаты Кристи Тело в библиотеке        | Agatha Christie's Marple - Body in the Library    | Артур Бантри                              |
| 2004 | ф  | Пуаро Агаты Кристи Смерть на Ниле                | Agatha Christie's Poirot - Death on the Nile      | Полковник Рейс                            |
| 2005 | ф  | Чарли и шоколадная фабрика                       | Charlie and the Chocolate Factory                 | мистер Соль                               |
| 2005 | ф  | Абсолютная власть (телесериал)                   | Absolute Power                                    | Геральд Турнхем                           |
| 2007 | ф  | Мистер Одиночество                               | Mister Lonely                                     | двойник Папы римского                     |
| 2007 | ф  | Воскрешая мёртвых (телесериал)                   | Waking the Dead                                   | доктор Бруно Ривелли                      |
| 2009 | ф  | Маргарет                                         | Margaret                                          | Чарльз Пауэлл                             |
| 2009 | ф  | Шерлок Холмс                                     | Sherlock Holmes                                   | сэр Томас Ротерам                         |
| 2011 | ф  | МЫ. Верим в любовь                               | W.E.                                              | Георг V                                   |
| 2012 | ф  | Чистая кожа                                      | Cleanskin                                         | Скотт Кэтесби                             |
| 2013 | ф  | Двойник                                          | The Double                                        | полковник                                 |
| 2013 | ф  | Утопия                                           | Utopia                                            | ассистент                                 |

## Награды и номинации
- 1964 год — премии BAFTA за лучший дебют в главной роли в фильме «Слуга»;
- 1966 — номинант на премию Золотой глобус за Лучший актёрский дебют в мужской роли в фильме «Воздушные приключения»;
- 1986 — номинация на премию BAFTA за лучшую мужскую роль второго плана в фильме «Поездка в Индию».